# 飛騨市美術館
飛騨市美術館（ひだしびじゅつかん）は、岐阜県飛騨市にある美術館。
ここでは同じ建物にある飛騨の山樵館（ひだのさんしょうかん）、隣接し事実上飛騨美術館の一部となっている飛騨市古川郷土民芸会館についても記述する。

## 概要
- 市民の美術に関する知識及び教養の向上、市民文化の発展を目的とする施設である[3]。
- 飛騨の山樵館の建物の一部を改修し、2007年（平成19年）開館。
- 飛騨市及び飛騨地方にゆかりのある玉舎春輝（日本画家）、中垣克久（彫刻家）、上葛明広（洋画家）、小枝利汎（洋画家）などを展示する。また、市民向けの美術教室やワークショップを行っている。
- 空調設備の全面的な更新などのため、2022年9月から休館予定である[4]。
- 飛騨古川駅北側に整備された飛騨美術館を含む施設群（古川町総合会館、古川町総合保健福祉センター、飛騨市文化交流センター、交流広場（中垣克久彫刻庭園美術館））の総称を、飛騨市文化村という。

## 利用情報
- 住所：岐阜県岐阜県飛騨市古川町若宮2丁目1-58
- 開館時間：9:00 - 17:00
- 休館日：月曜日（月曜日が祝日の場合はその翌日）、年末年始（12月29日 - 1月3日）　※企画展準備期間などの臨時休館がある
- 料金：200円（常設展）　高校生以下は無料[5]。

## 飛騨の山樵館
- 吉城郡古川町により1992年（平成4年）に開館した博物館である[6]。
- 重要有形民俗文化財の「飛騨の山樵及び木工用具」、3,258点を収蔵する[7]。
- 収蔵物は公開されておらず、収蔵庫となっている[1]。

## 飛騨市古川郷土民芸会館
- 吉城郡古川町により、古川町郷土民芸会館として1986年（昭和61年）に開館した施設である。延床面積は509m2[1]。
- 館内は休憩所、早船ちよ館、工房、展示コーナー（山樵道具など）がある。工房は飛騨市美術館の市民向けの美術教室やワークショップの会場として使用されている。また、市民への貸し出しも行われている。

## 交通アクセス
- JR東海高山本線飛騨古川駅より徒歩約2分。
- 東海北陸自動車道・中部縦貫自動車道飛騨清見ICから自動車で約30分。

## 周辺施設
- 古川町総合会館
- 古川町総合保健福祉センター
- 飛騨市文化交流センター
- 飛騨古川駅
- 飛騨市立古川小学校
- 岐阜県立飛騨吉城特別支援学校
- 飛騨市役所
- 飛騨市図書館